# Amazonka (obraz Piotra Michałowskiego)
Amazonka – obraz olejny polskiego malarza Piotra Michałowskiego z 1853–1855 roku, znajdujący się w Galerii sztuki polskiej 1800–1945 Muzeum Śląskiego w Katowicach.
Tytuł, określenie kobiety jeżdżącej na koniu, nawiązuje do mitologicznych Amazonek. Autor przedstawił na obrazie Celinę Michałowską (1837–1916), swoją córkę. Nastolatka w czarnej sukni jedzie na białym koniu, mając w tle nieokreślony fragment krajobrazu i ciemne niebo. Muzeum zakupiło obraz od wnuka malarza Dominika Łempickiego, syna jego córki Marii oraz Adama Łempickiego. W skład kolekcji obraz wszedł w 1930 roku. Działo o wymiarach 63 × 49,5 cm nie jest sygnowane. Muzealny numer inwentarzowy: MŚK/SzM/435.
Około 1853 roku Piotr Michałowski namalował drugą córkę Portret córki artysty Celiny na koniu. To dzieło stanowi część kolekcji Muzeum Narodowego w Warszawie.
Poczta Polska wydała w 28 września 1972 znaczek o nominale 0,30 zł z reprodukcją Amazonki w serii Malarstwo polskie – Dzień Znaczka 1972. Nakład liczył 8 515 045 sztuk. Druk wykonano techniką rotograwiury na papierze kredowanym. Autorem projektu znaczka był Tadeusz Michaluk. Znaczek wyszedł z obiegu w 1994 roku.